# Georges William Thornley
Georges William Thornley, né à Thiais le 2 mai 1857 et mort à Pontoise le 31 août 1935, est un peintre et lithographe post-impressionniste français.

## Biographie

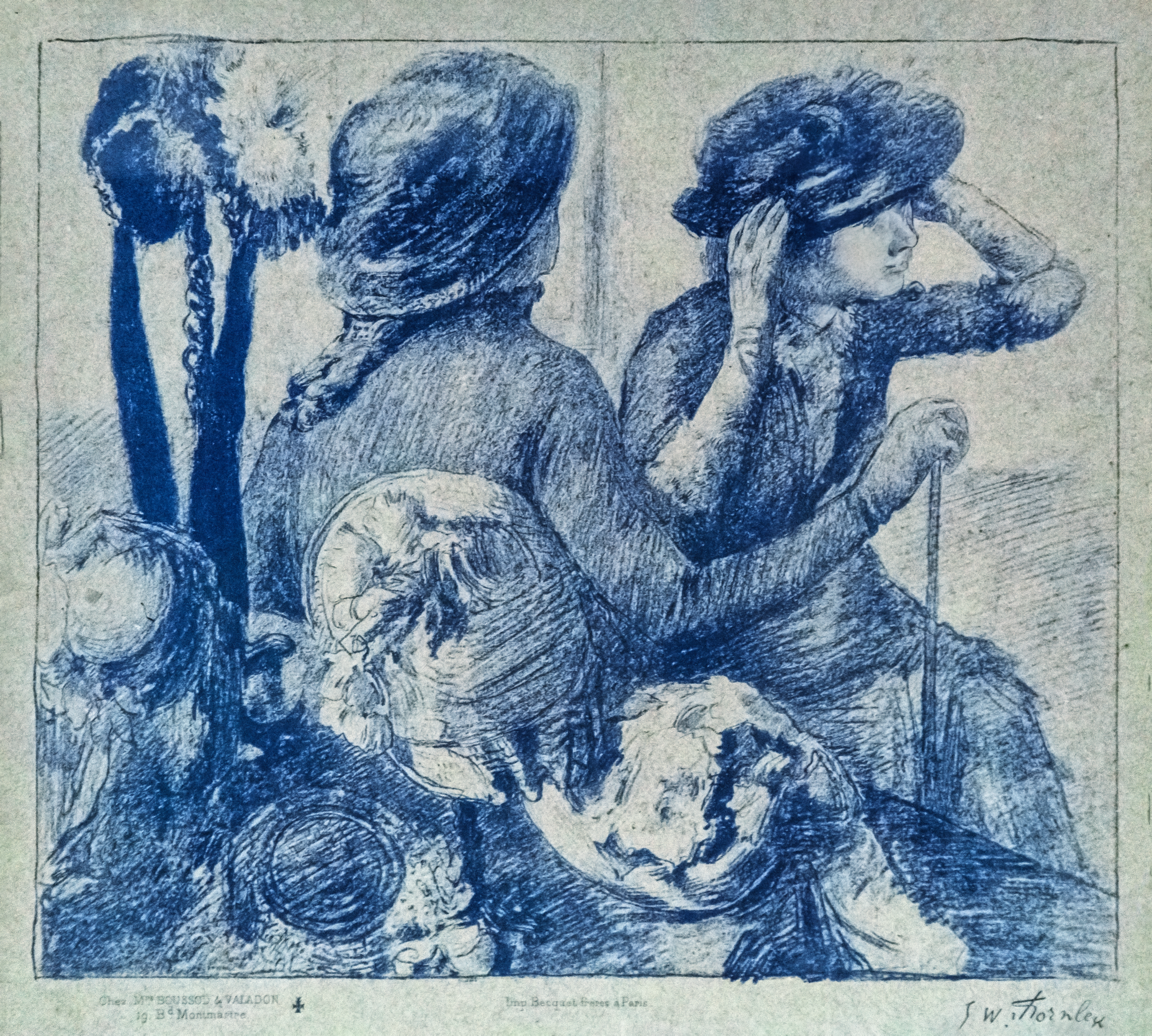
Chez la Modiste d'après Edgar Degas Musée Goupil

Georges William Thornley prend ses premières leçons de dessin avec son père puis devient l'élève de Ciceri, de Pierre Puvis de Chavannes et d'Achille Sirouy. Il devient alors lithographe et imprime de nombreuses lithographies pour le compte d'amis peintres comme Edgar Degas, Camille Pissarro et Claude Monet.
En 1878, il expose au Salon de Paris et y obtient en 1881 une mention d'honneur, et une médaille de troisième classe en 1888.
À partir de 1892, il s'installe au village d'Osny où il exécute de nombreuses toiles de style post-impressionniste. Il a comme voisin à partir de 1900 Victor Le Baube qui demeurait comme lui rue de l'Eglise.
En 1900, il tire à 108 exemplaires de 25 œuvres différentes, parmi lesquelles Le Marché place Notre-Dame à Pontoise, Rue Saint-Lazare à Paris, Pont de Rouen, Jeune paysanne réalisées par Pissarro et La Femme à l'ombrelle d'après Monet.
Il expose également à la galerie Georges Petit, rue de Sèze à Paris entre 1896 et 1907 où il vend ses toiles pour l'État français, le roi d'Italie Victor-Emmanuel III ou bien encore le président de la République Armand Fallières pour sa collection personnelle.
Il prend alors la route pour peindre en Normandie, en Bretagne, en Alsace, en Provence, à Venise. Très fatigué, il renonce à présider les expositions d'Antibes en 1933 et 1934 et il meurt à l'hôpital de Pontoise le 31 août 1935. Il est enterré au cimetière de Pontoise.
La ville d'Osny conserve une partie de ses œuvres dans un espace permanent au château de Grouchy. Le musée Tavet-Delacour de Pontoise, le musée des beaux-arts de Rennes, le Sénat à Paris possèdent également quelques-unes de ses œuvres.

## Œuvres dans les collections publiques
- Osny, château de Grouchy.
- L'Isle-Adam, musée d'art et d'histoire Louis-Senlecq.
- Paris, Sénat.
- Pontoise, musée Tavet-Delacour.
- Rennes, musée des beaux-arts.
- Strasbourg, musée d'art moderne et contemporain.

Œuvres ni sourcées ni localisée attribuées à Georges William Thornley
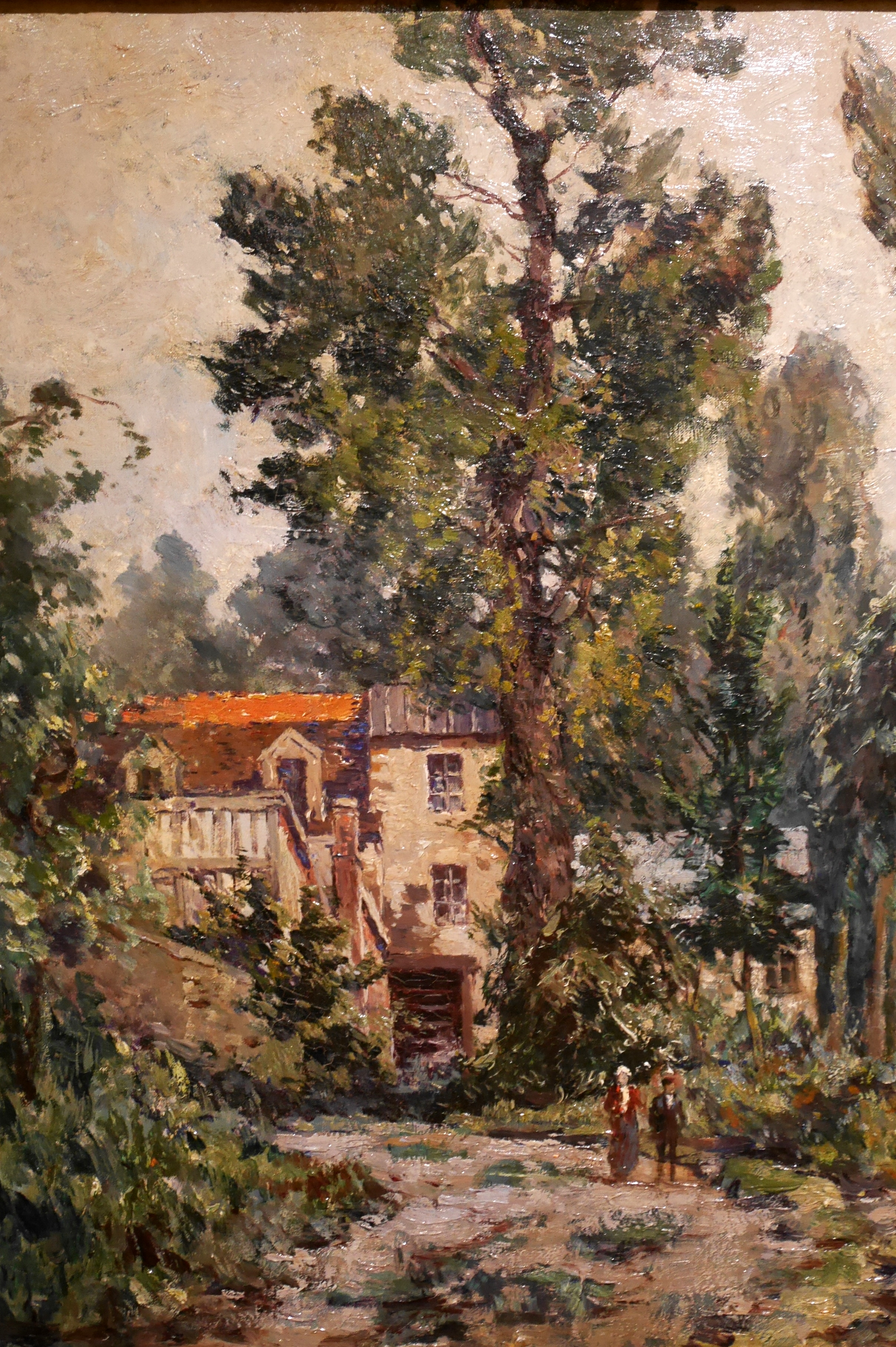
Le Moulin de la scierie
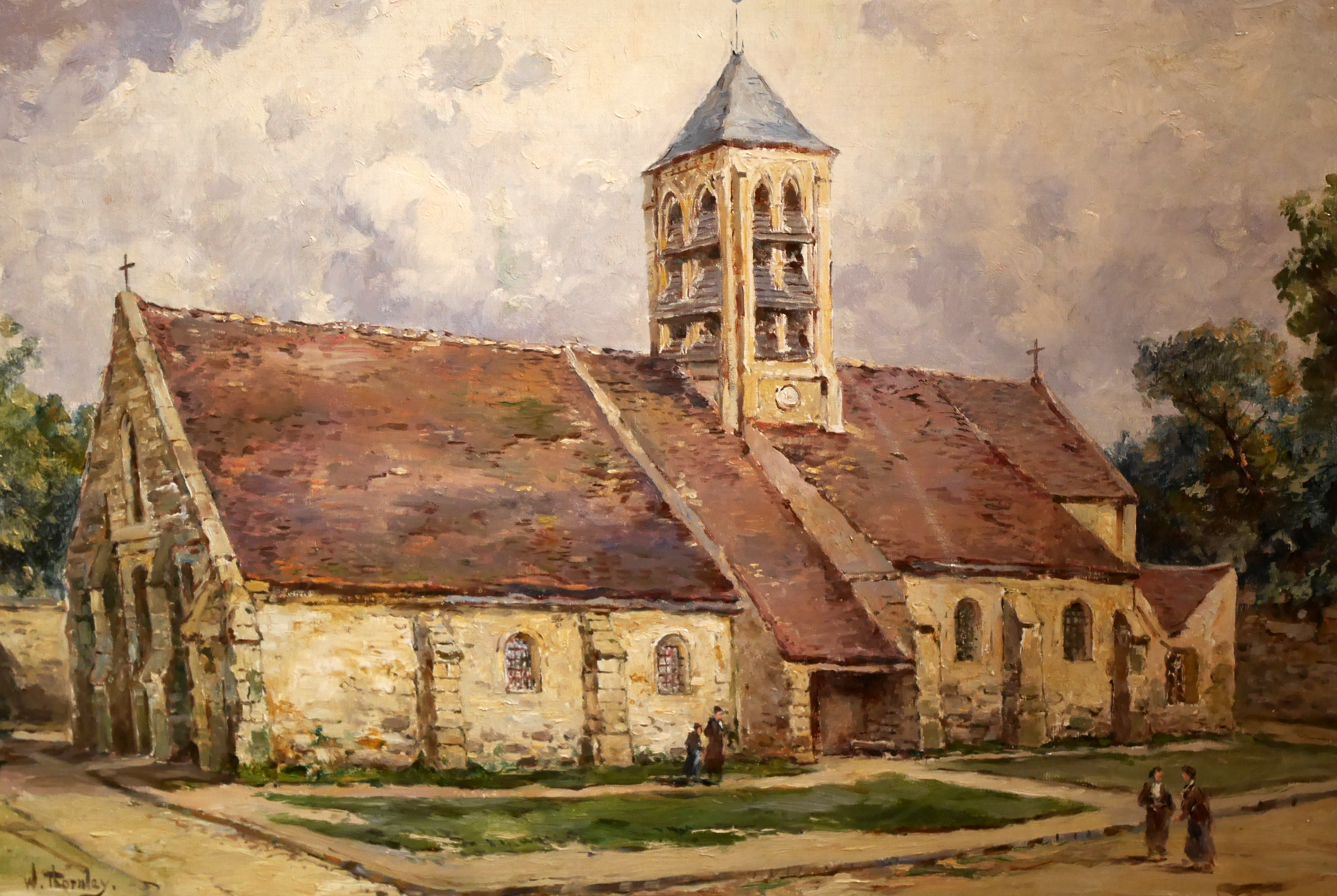
l'Église d'Osny
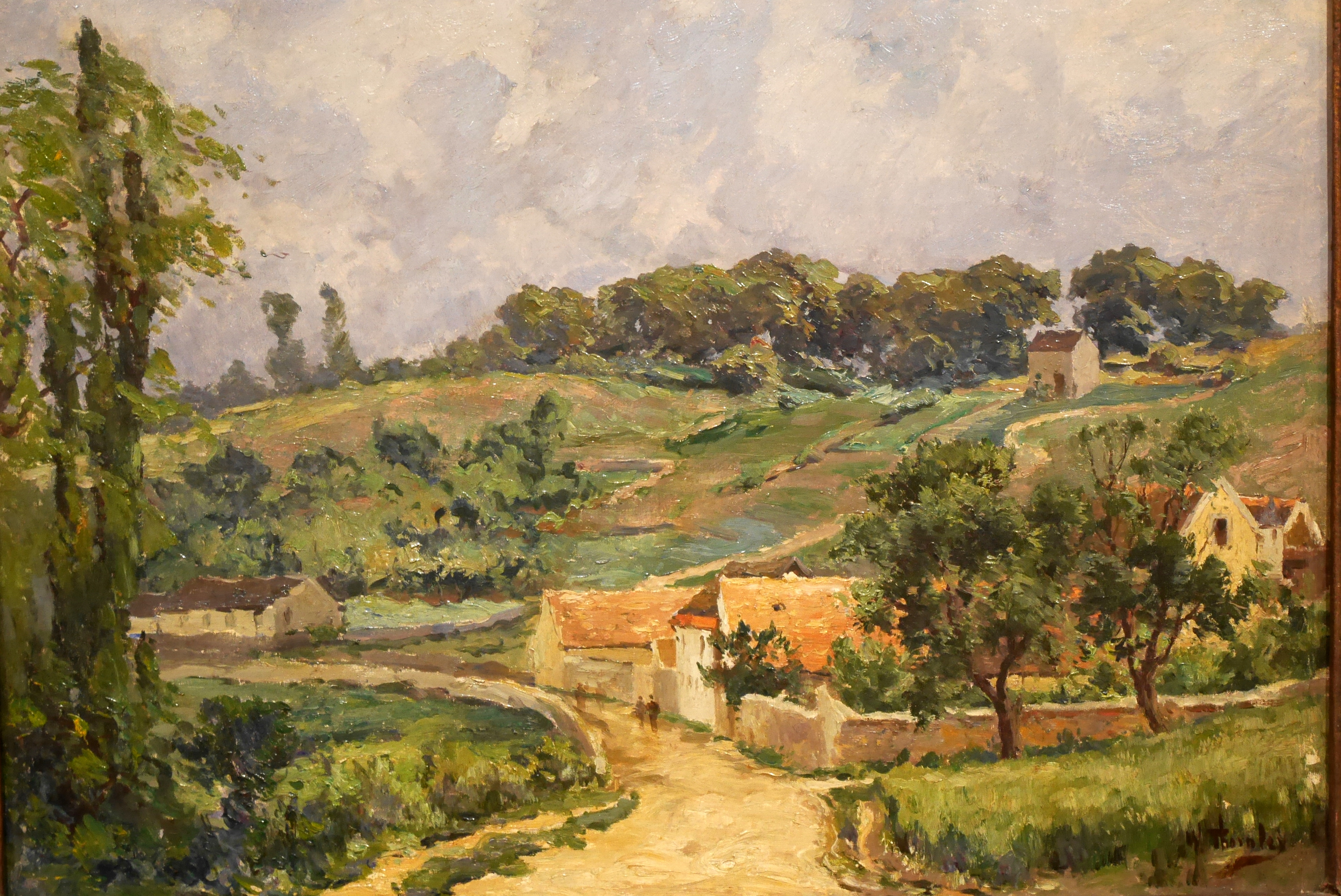
Osny, la ferme d'en bas
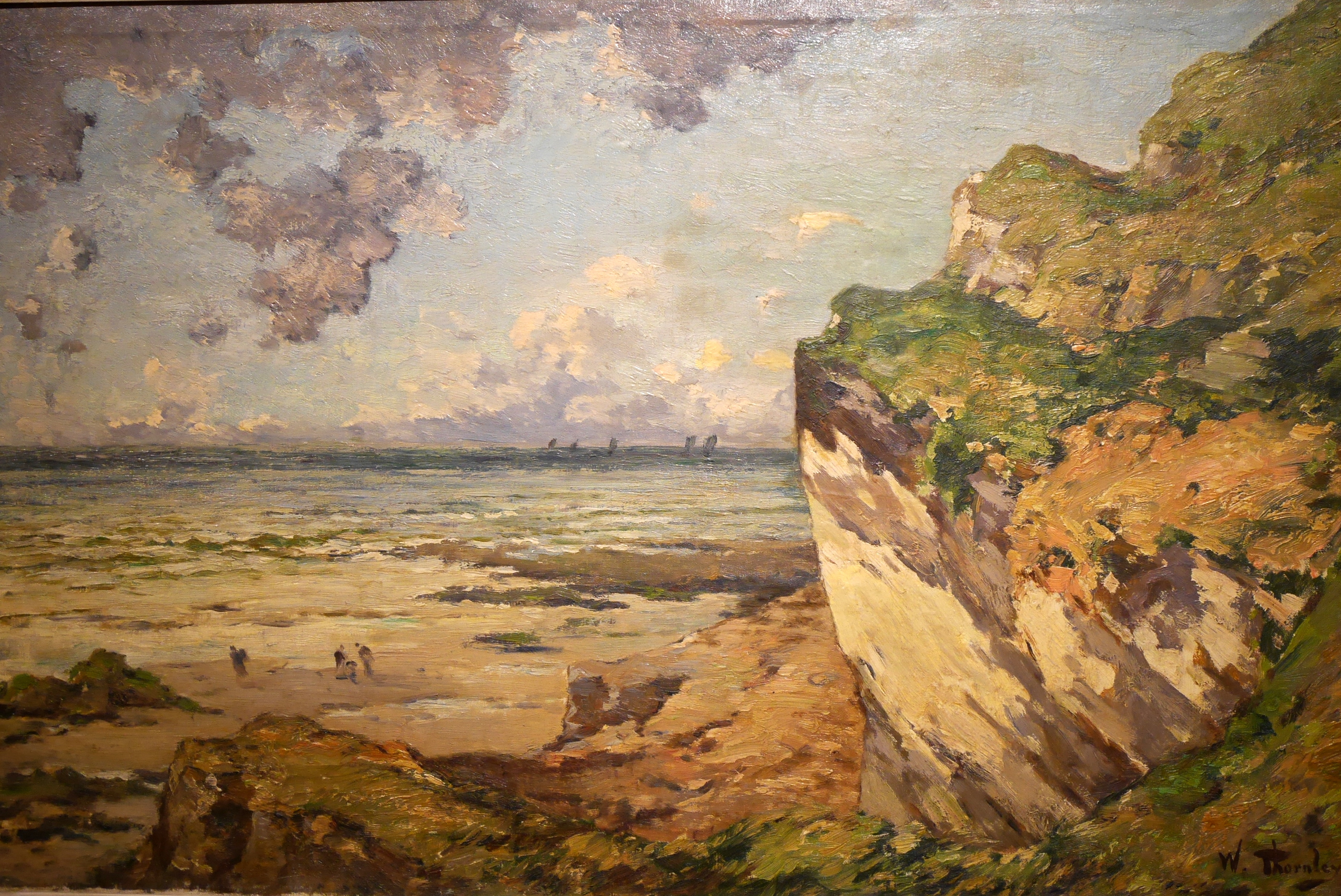
Crique en Normandie, 1901
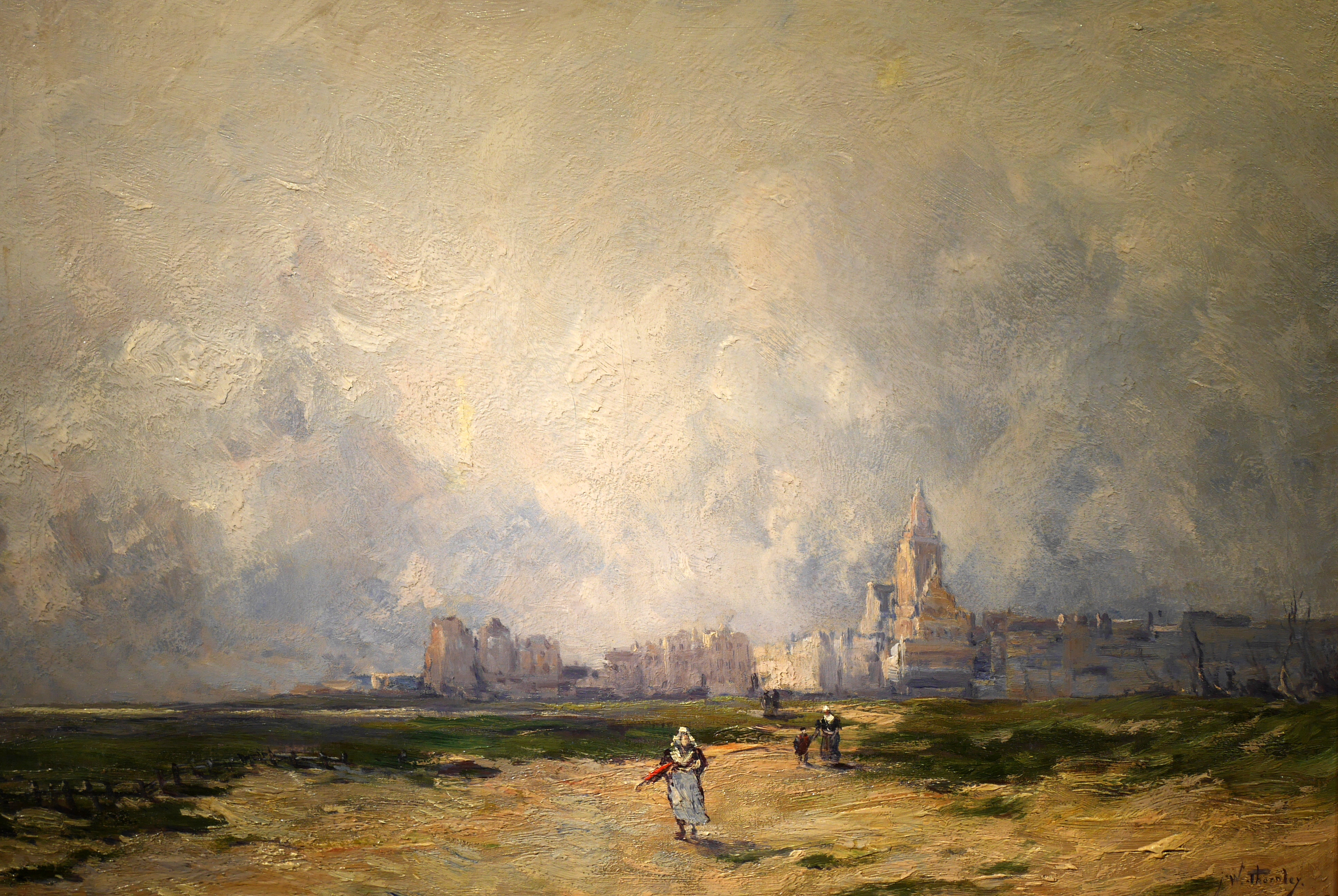
Paysage de la Manche
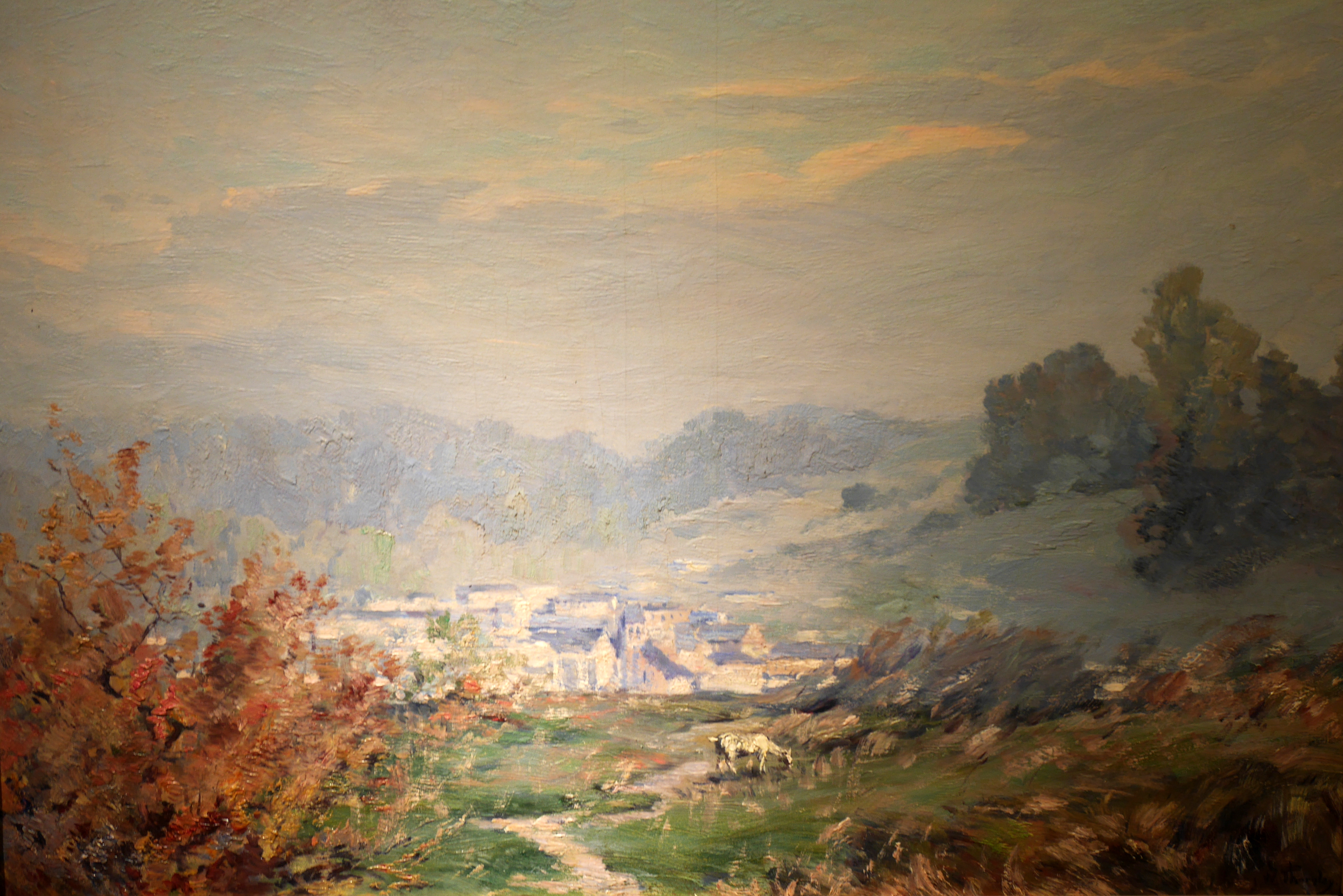
Paysage de Provence
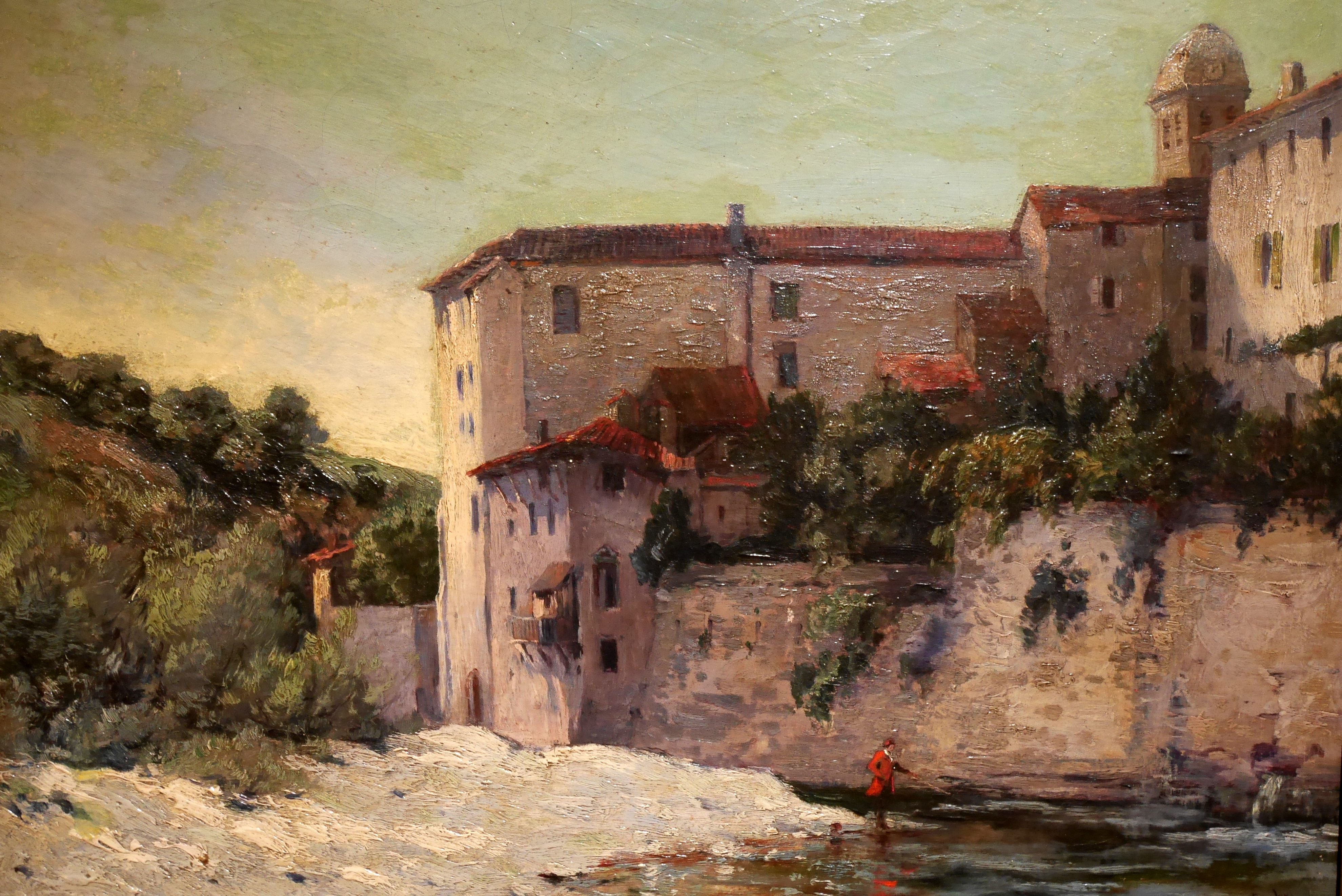
Pêcheur au pied du château
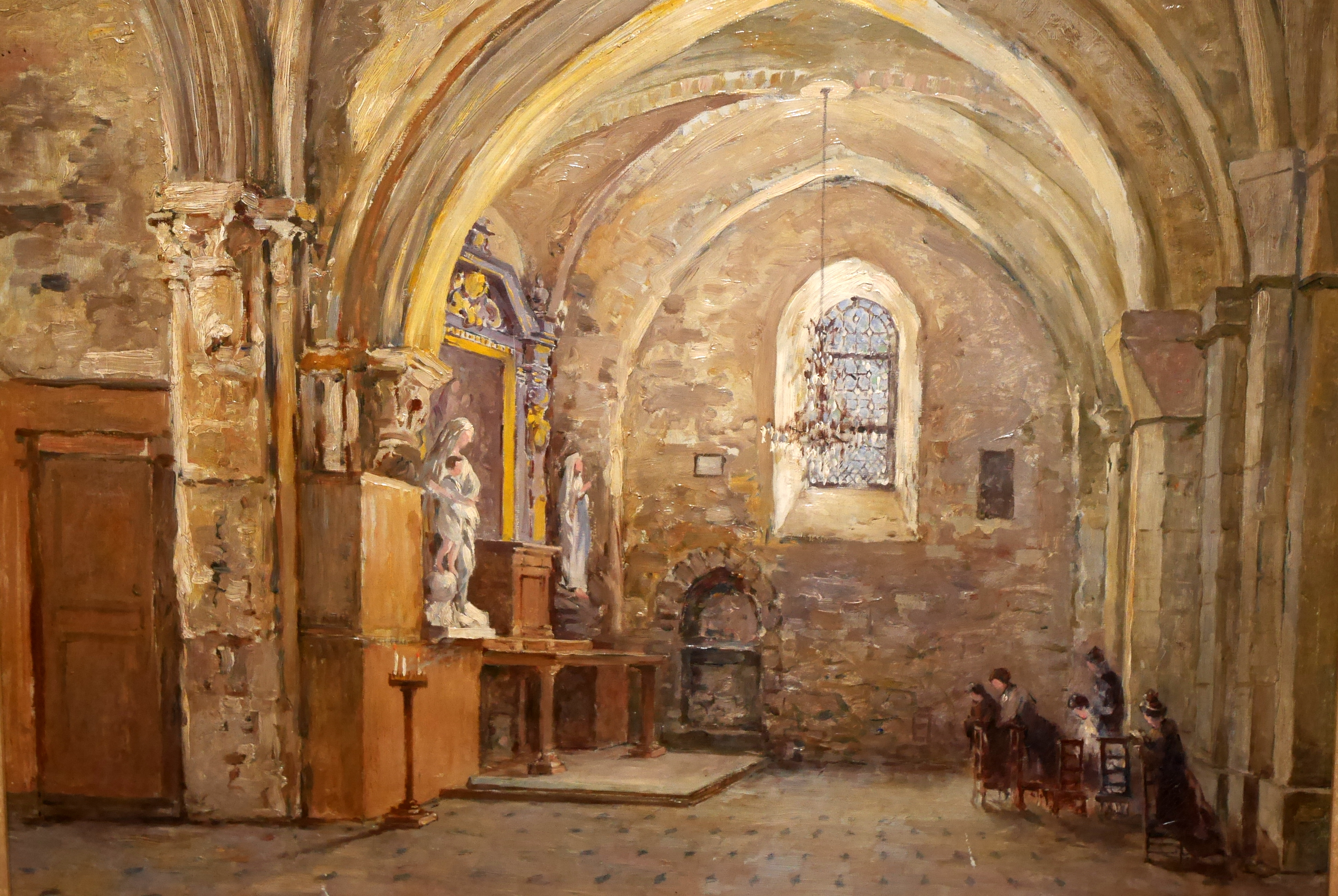
La Chapelle de la Vierge Marie, église d'Osny